# Alpe Adria Cup
L'Alpe Adria Cup è stata una competizione per club di pallacanestro.
Si trattava una manifestazione curata dalla FIBA Europe che ha visto partecipare club provenienti da Austria, Croazia, Slovacchia, Slovenia e Ungheria.

## Storia
La competizione venne fondata nell'estate 2015 e inizialmente doveva vedere la partecipazione di 12 squadre proveniente da cinque paesi per lo sviluppo della pallacanestro, a livello internazionale, delle squadre provenienti dalla regione dell'Alpe Adria. Dopo la rinuncia dei club italiani e ungheresi, la competizione vide la partecipazione di 8 squadre provenienti da Austria, Croazia, Slovacchia e Slovenia.
La stagione successiva il numero delle squadre salì a 13, con l'arrivo di formazioni dalla Repubblica Ceca; numero che aumentò a 16 nel 2017-2018 con l'ingresso di formazioni ungheresi.

## Albo d'oro
| Stagione  | Vincitore        | Risultato               | Finalista       |
| --------- | ---------------- | ----------------------- | --------------- |
| 2015-2016 | Helios Domžale   | 66 - 63                 | Zlatorog Laško  |
| 2016-2017 | Komárno          | 160 - 139 97-72 / 67-63 | Helios Domžale  |
| 2017-2018 | Zlatorog Laško   | 89 - 79                 | Patrioti Levice |
| 2018-2019 | Körmend          | 159 - 147 76-67 / 92-71 | Škrljevo        |
| 2019-2020 | Pardubice        | 185 - 176 96-89 / 96-80 | Děčín           |
| 2020-2021 | Annullata        | Annullata               | Annullata       |
| 2021-2022 | Patrioti Levice  | 82 - 63                 | Pardubice       |
| 2022-2023 | Dąbrowa Górnicza | 86 - 72                 | BC Vienna       |
| 2023-2024 | Dąbrowa Górnicza | 90 - 88                 | BC Timișoara    |

## Vittorie per club
| Club             | Titolo | Città            | Anno       |
| ---------------- | ------ | ---------------- | ---------- |
| Dąbrowa Górnicza | 2      | Dąbrowa Górnicza | 2023, 2024 |
| Helios Domžale   | 1      | Domžale          | 2016       |
| Komárno          | 1      | Komárno          | 2017       |
| Zlatorog Laško   | 1      | Laško            | 2018       |
| Körmend          | 1      | Körmend          | 2019       |
| Pardubice        | 1      | Pardubice        | 2020       |
| Patrioti Levice  | 1      | Levice           | 2022       |